# مسكانة زكزاون (أربعاء آيت أحمد)
مسكانة زكزاون هي إحدى مشيخات المملكة المغربية، تتبع جغرافيا لإقليم تيزنيت وإداريًا لأربعاء آيت أحمد. يقدر عدد سكانها بـ 5045 نسمة حسب الإحصاء الرسمي للسكان والسكنى لسنة 2004.